# Cerastium dagestanicum
Cerastium dagestanicum är en nejlikväxtart som beskrevs av Boris Konstantinovich Schischkin. Cerastium dagestanicum ingår i släktet arvar, och familjen nejlikväxter. Inga underarter finns listade i Catalogue of Life.